# Acracia. 2a època. Reus
Acracia ve ser un periòdic anarquista que va sortir a Reus l'any 1923 en la seva segona època, fundat, dirigit i fins i tot compaginat i imprès per l'editor, tipògraf i militant anarcosindicalista Hermós Plaja.
Hermós Plaja, un dirigent de la CNT instal·lat a Tarragona on s'hi havia instal·lat el 1912, juntament amb la seva dona Carme Paredes havien fundat en aquella ciutat el periòdic Acracia, per potenciar les idees anarquistes al Camp, lligat tot això amb les conferències i mítings que el matrimoni i altres companys realitzaven pels pobles de la comarca. Aquesta publicació tarragonina va sortir el 12 de maig de 1918 i es va seguir publicant almenys fins al 25 de desembre d'aquell any. En van sortir 14 o 15 números. No es conserven tots, i hi ha discrepàncies en la numeració.
Plaja va fundar també a Tarragona, el 1919 la revista Fructidor. Va ser desterrat a Bot el 1921 per les seves activitats anarquistes, i el 1922 va fundar l'editorial Acracia, on va publicar gran quantitat de fullets divulgatius, d'entre setze i trenta-dues pàgines, sobre l'anarquisme, en una impremta que regentava, la «impremta Gutenberg».

## Acràcia segona època
Reus va ser el lloc on s'imprimí la segona època d'Acracia. Plaja havia estat detingut i el governador de Tarragona havia confiscat tots els estris de la impremta Gutenberg, que van ser venuts en subhasta. Marcial Badia, un tipògraf socialista instal·lat a Reus, va adquirir les premses de la Gutenberg i les va instal·lar a la seva llibreria al raval de Martí Folguera, que convertí en la Impremta Biblioteka. Plaja i Arnal van treballar junts, i van treure la publicació amb el nom d'Acracia: órgano semanario anarquista. El primer número és del 28 de gener de 1923, i porta per numeració "Any II, núm. 1. Segona època", ja que volien donar continuïtat a la publicació tarragonina de 1918. Al núm. 1 diuen: «Al aparecer de nuevo después de tres años de suspensión algo forzada algo voluntaria, vuelve Acracia a la palestra para difundir, con más ahínco si cabe, el ideario que ha de hacer del hombre un ser perfecto y racional».
Se'n coneixen cinc números, de quatre pàgines a quatre columnes, en format foli. Els tres primers números van sortir setmanalment (28 de gener, 3 i 10 de febrer). El quart va sortir el 3 de març i el cinquè el 17 del mateix mes. Tenia una tirada de 4.000 exemplars que es distribuïen per la província i s'intercanviaven amb altres publicacions ideològicament afins. Era un periòdic de continguts àcrates compost i dirigit per Formós Plaja a la impremta on treballava. Hi col·laboren Josep Torres i Tribó i Sebastià Clara entre d'altres. El director nominal i col·laborador freqüent era el reusenc Ramon Segarra, que també feia il·lustracions a la publicació. Hi publicaven entre d'altres, Mauro Bajatierra, Antònia Maymon, que en tots els números escrivia una secció que es deia «Disquisiciones pedagógicas», Felipe Cubas, Enric Suau (des de la presó) i José María Blázquez de Pedro, poeta anarquista exiliat a Panamà. Josep Caixal Llauradó, fill del montblanquí Andreu Caixal Miró, era el tresorer del Comitè Pro-presos Provincial, que tenia la seu a la planta baixa de la redacció d'Acràcia, on publicava els estats de comptes i articles d'ideologia anarquista. Plaja publicava textos teòrics amb el seu nom, i amb el pseudònim d'Helenio, les seccions «Glosario» i «Mentes puras», compostes per frases i pensaments breus.
La capçalera era un tríptic apaïsat (el cos central més gran que els extrems). En un lateral s'hi veien els torsos d'una mare i d'un fill que s'acomiadaven del pare i a l'altre hi havia un home postrat i encadenat. Al centre la paraula ACRACIA i al darrere un camp llaurat i l'inici de l'alba. Igual que en la primera època la revista contenia dibuixos i il·lustracions.
La publicació és interessant per la descripció que fa de l'activitat anarquista a les comarques tarragonines, després de la repressió que va sofrir la CNT el 1921. S'explica la reconstrucció del sindicat i les activitats dels grups organitzats o que s'estaven organitzant. Va ser destacada la lluita i la recollida de diners pels presos anarquistes i rebien donatius de tot l'estat. Acracia distribuïa les publicacions de la "Biblioteca Acracia, independent de la revista i amb domicili a Tarragona, i publicava amb el nom d'Editorial Biblioteka, pamflets i fulletons de temàtica anarquista a Reus. Sembla que les dificultats econòmiques van acabar amb la publicació. A més Hermós Plaja va marxar a finals d'any a Barcelona a dirigir Solidaridad obrera.

## Localització
- Una col·lecció a la Biblioteca Central Xavier Amorós de Reus.[3]